# یاکوولف یاک-۷
Yak-7 (UTI-26) (به انگلیسی: Yakovlev_Yak-7) یک هواگرد از نوع جنگنده، هواپیمای آموزشی ساخت شرکت یاکوولف است. هواگرد Yak-7 (UTI-26) نخستین پروازش را در ۲۳ ژوئیه ۱۹۴۰ میلادی انجام داد. این هواگرد در سال ۱۹۴۲ میلادی رسماً معرفی گردید و در سال‌های ۶٬۳۹۹ تولید شده‌است.
طراح این هواگرد، الکساندر سرگیویچ بود.